# ALG1L
ALG1L (англ. ALG1, chitobiosyldiphosphodolichol beta-mannosyltransferase like) – білок, який кодується однойменним геном, розташованим у людей на 3-й хромосомі. Довжина поліпептидного ланцюга білка становить 187 амінокислот, а молекулярна маса — 21 132.
| 10         |  | 20         |  | 30         |  | 40         |  | 50         |
| ---------- |  | ---------- |  | ---------- |  | ---------- |  | ---------- |
| MERSAFMELD |  | AGSRLVMHLR |  | EWPALLVSST |  | GWTEFEQLTL |  | DGHNLPSLVC |
| VITGSVDLGV |  | CLHMSSSGLD |  | LPMKVVDMFG |  | CCLPVCAVNF |  | KCLHELVKHE |
| ENGLVFEDSE |  | ELAALQMLFS |  | NFPDPAGKLN |  | QFWKNLRESQ |  | QLRWDESWVQ |
| TVLPLVMDIQ |  | LLGQRLKPRD |  | PCCPSRSFFS |  | ESQGKPF    |  |            |

A: Аланін

C: Цистеїн

D: Аспарагінова кислота

E: Глутамінова кислота

F: Фенілаланін

G: Гліцин

H: Гістидин

I: Ізолейцин

K: Лізин

L: Лейцин

M: Метіонін

N: Аспарагін

P: Пролін

Q: Глутамін

R: Аргінін

S: Серин

T: Треонін

V: Валін

Кодований геном білок за функціями належить до трансфераз, глікозилтрансфераз. 